# Тавурвур
Тавурвур (на английски: Tavurvur) е действащ стратовулкан в Папуа - Нова Гвинея, провинция Източна Нова Британия. Разположен е в североизточния край на остров Нова Британия, на източния ръб на калдерата Рабаул.
Тавурвур е известен с пораженията, които периодично нанася на съседния град Рабаул. По-голямата част от града е унищожена след изригване през 1994 г. Последното изригване на вулкана е от 29 август 2014 г.